# Шталаг III-A
«Шталаг III-A» (нем. Stalag III A) — шталаг, немецкий лагерь для военнопленных Второй мировой войны. Располагался в городе Луккенвальде, земля Бранденбург, в 52 километрах к югу от Берлина. Существовал с 1939 по 1945 год. За всё время через лагерь прошло более 200 000 заключенных — в основном французов, поляков и русских.

## История

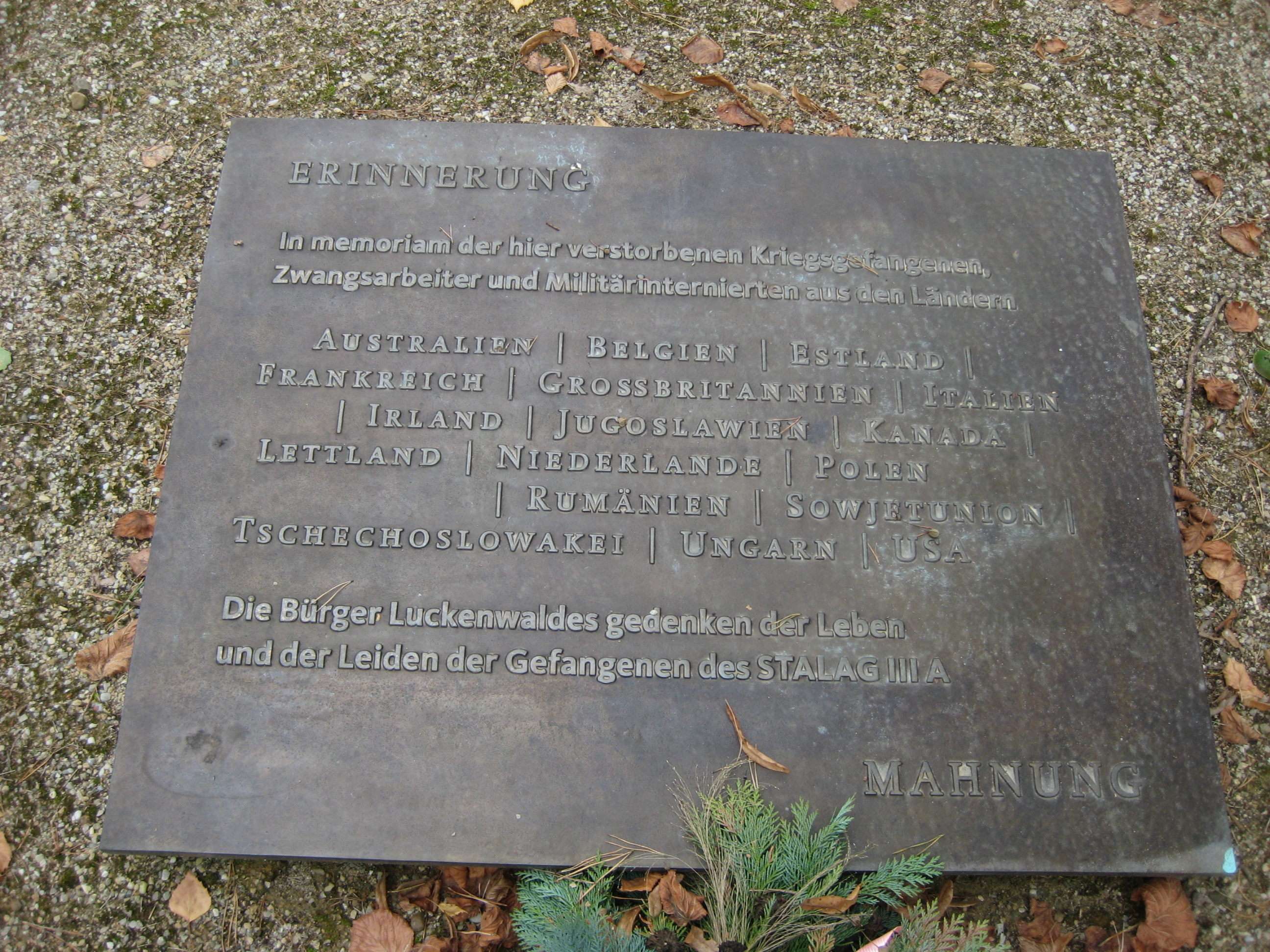
Мемориальная доска на кладбище лагеря: «от горожан Луккенвальде в память о жизни и страданиях заключенных Шталаг III-A»

Планирование лагеря началось еще до вторжения в Польшу. Лагерь был рассчитан на 10 000 человек, и был самым большим в 3-м (Берлинском) военном округе. Первые военнопленные жили в больших палатках размером 12 на 35 метров, затем были построены бараки.
Единовременно в лагере содержалось около 40 000 человек. В городе находился центральный лагерь, в котором размещались только от 4000 до 8000 военнопленных. Остальные были распределены по маленьким внешним лагерям разбросанным по всей земле Бранденбург, и по более чем 1000 рабочим командам. Заключённые использовались на работах в сельском и лесном хозяйстве или промышленности в Берлине и Бранденбурге. Так, например, на 14 ноября 1941 года в самом лагере было 4.185 заключенных, а 35.472 были на работах за пределами лагеря. На май 1944 года за лагерем числилось 48 600 военнопленных.
Лагерь охраняли один-два батальона национальных стрелков (LSB), состоящие в основном из пожилых отставных немецких военных. В лагере были LSB 303, 305, 307, 316, 326, 333 и 334. Однако, наблюдение за рабочими командами, которые могли быть далеко лагеря, осуществлялось также гражданскими лицами, назначенными вспомогательными охранниками, а на промышленных предприятиях охранники были из числа сотрудников предприятий.
22 апреля 1945 года заключённые были освобождены Красной Армией.
При приближении Красной Армии к лагерю, немцы разделили узников на три части — одних погрузили в эшелоны для отправки в Берлин, других погнали пешком через замёрзший Одер, а третью группу в 3000 больных и раненых, оставили в лагере, где их должны были уничтожить солдаты СС. Однако, заключённый хирург лагеря Г. Ф. Синяков (лагерный номер 97625) через переводчика убедил солдат не уничтожать пленных.
После войны лагерь оказался на территории ГДР, в 1945—1990 годах казармы лагеря использовались для размещения ГСВ в Германии. В 2010 году строения были снесены, в настоящее время на месте лагеря расположены склады и парк. Кладбище лагеря сохранилось.

## Заключённые
Первыми в сентябре 1939 года в лагерь были доставлены польские военнопленные.
В 1940 году были доставлены 43 000 французов, включая 4000 африканцев из французских колониальных войск. Французы оставались самой большой группой заключенных лагеря до конца войны.
В 1941 году в лагерь были заключены первые советские военнопленные, а также югославские.
В конце 1943 года прибыло около 15 000 итальянских военнопленных, но большинство из них были быстро рассеяны по другим лагерям.
В конце 1944 года прибыло небольшое количество американских, британских и польских пленных.

### Положение советских военнопленных

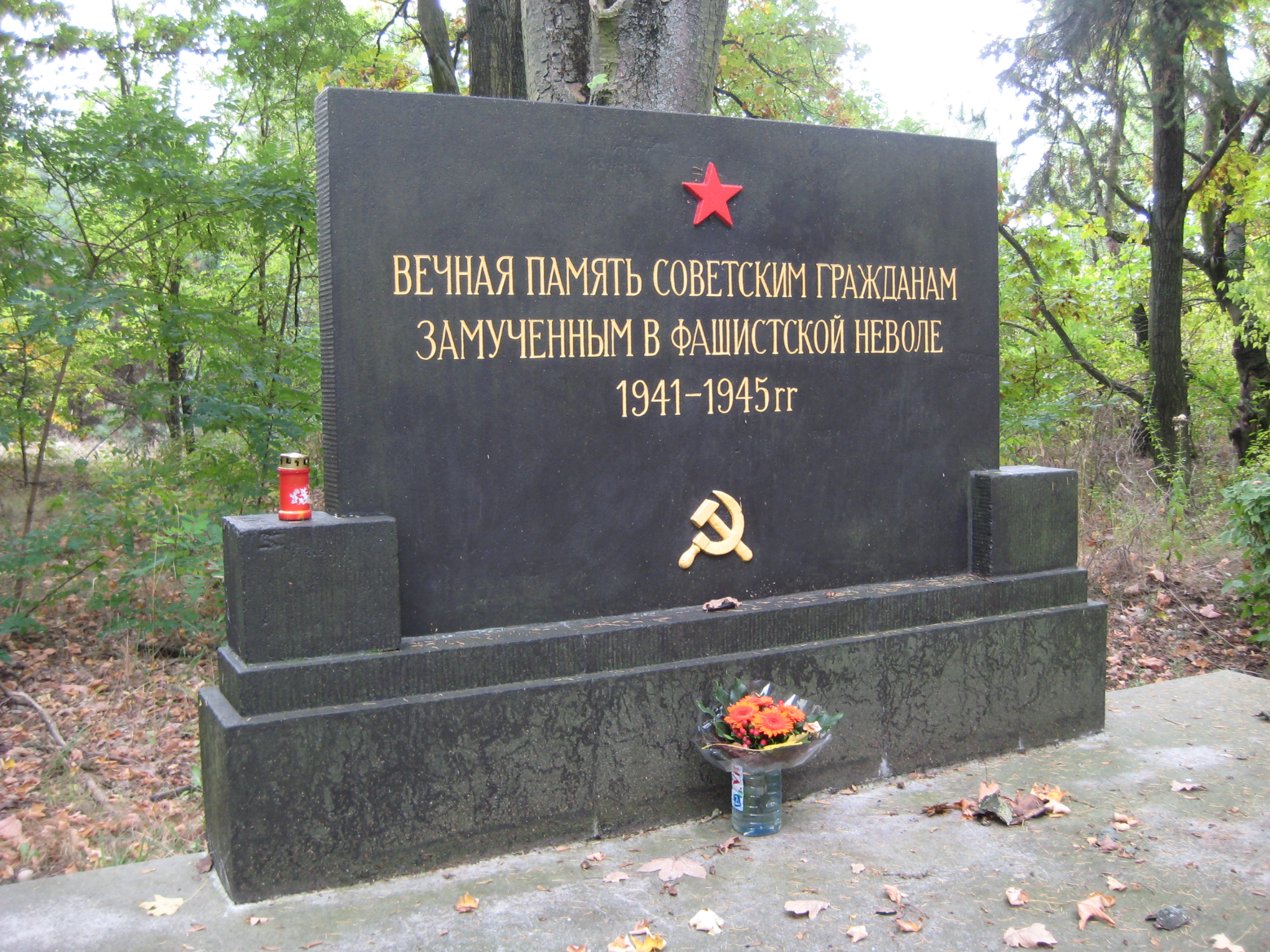
Мемориал на кладбище лагеря посвящённый погибшим советским военнопленным

Если к французам, полякам, англичанам и американцам в лагере со стороны немцев было относительно хорошее отношение, то итальянцы, и особенно русские, страдали от последствий жестокого обращения — советские военнопленные находились в значительно худших условиях, чем военнопленные из других стран на том основании, что СССР не подписал Женевскую конвенцию о военнопленных.
Различны были условия надзора и конвоя — соотношение охранник/заключённый: для поляков — 1:50, для французов — 1:20, а для русских — 1:5.
Если в отношении остальных заключённых использование оружия при попытке побега было разрешено только после трехкратного предупреждения, то в отношении советских пленных охраннику разрешалось открыть огонь на поражение даже без призыва к остановке.
Отмечается, что при оказании медицинской помощи и питании советские военнопленные были в значительно худших условиях, чем военнопленные из Африки, которых немцы официально использовали для «исследований по тропической медицине».
По вышеуказанным причинам основное число погибших в лагере составляли именно советские военнопленные — если всего число погибших в лагере оценивается в 4000-5000 человек, то только зимой 1941-42 года от сыпного тифа погибли до 2500 советских военнопленных.
Различия в положении не кончались и после смерти — если остальных заключенных обычно хоронили на лагерном кладбище в отдельных могилах, то советских — анонимно в братских могилах. В советской части кладбища лагеря находится 71 братская могила.

## Интересные факты
- В 1941 году около 300 пленных африканцев из французских колониальных войск были задействованы на съемках немецкого художественного фильма «Германин», в котором они играли роль представителей «чёрного» населения Африки, спасаемых немецкими врачами с помощью чудесной вакцины компании «Bayer», но им мешают английские колониальные власти.
- В лагере содержались мужчины, но на общем мемориале кладбища лагеря имеются и женские имена — в основном русские: Шевчук Елена, Семёнова Людмила, Миронович Любовь и другие.
- Хирург лагеря Г. Ф. Синяков (лагерный номер 97625) — врач 171-й стрелковой дивизии, в октябре 1941 года попавший в плен, научил больных притворяться умершими, констатировал смерть, а вывезенный «труп» в могиле «воскресал». Победу встретил в Берлине, расписался на Рейхстаге.